# Ida Ljungqvist

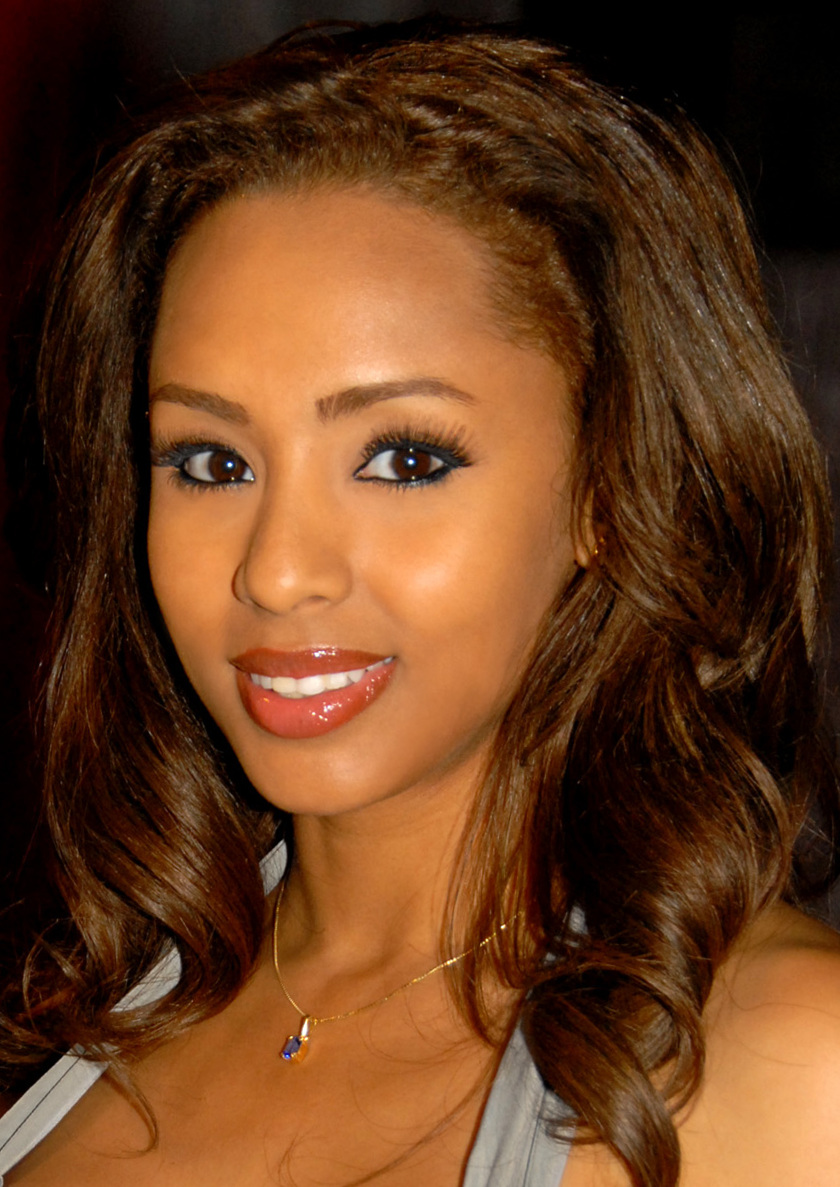
Ida Ljungqvist, 2010

Ida Ljungqvist (* 27. September 1981 in Tansania) ist ein tansanisch-schwedisches Model. Sie wurde das Playboy-Playmate des Monats März 2008 und 2009 Playmate of the Year. Sie ist das erste in Afrika geborene und das zweite schwedische Modell, das zum Playmate of the Year gewählt wurde.

## Leben
Ljungqvist wurde in Tansania als Tochter einer tansanischen Mutter und eines schwedischen Vaters geboren. Sie wurde von Sara Jean Underwood in einem bebe store auf dem Rodeo Drive in Beverly Hills entdeckt. Aufgrund der Arbeit ihres Vaters für UNICEF reiste Ljungqvist viel. Sie spricht Englisch, Schwedisch und Suaheli. Ljungqvist hat einen Abschluss in Modedesign und Marketing. Im Dezember 2007 heiratete Ljungqvist Joshua R. Lang. Im September 2008 reichte Lang die Scheidung ein. Seit 2012 soll Ljungqvist mit dem US-amerikanischen Model Kristina Shannon liiert sein.
Ljungqvist war neben anderen Playmates Co-Gastgeberin der Playboy-Silvester-Party 2009 in Miami. Seit ihrer Ernennung zum Playmate des Jahres hat Ljungqvist mit Empowerment Works, einer Non-Profit-Organisation, gearbeitet. Ihre Arbeit umfasst die Sensibilisierung für die Organisation und Fundraising.